# Ielena Safonova
Pour les articles homonymes, voir Safonov.
Ielena Vsevolodovna Safonova (en russe : Елена Всеволодовна Сафонова), née le 14 juin 1956 à Léningrad, est une actrice soviétique puis russe. Elle a reçu la distinction d'artiste émérite de la fédération de Russie en 2011.

## Biographie
Fille de l'acteur Vsevolod Safonov et de la réalisatrice des studios Mosfilm Valeria Roubliova, Ielena Vsevolodovna Safonova naît à Léningrad. Au milieu des années 1960, la famille vient s'installer à Moscou. À la troisième tentative, Ielena réussit à passer le concours d'entrée de l'Institut national de la cinématographie, mais, après deux ans d'études, elle rentre finalement à Léningrad. En 1981, elle sort diplômée de l'Académie des arts du théâtre de Saint-Pétersbourg et, pendant une saison, travaille au théâtre dramatique Vera Komissarjevskaïa de Léningrad. En 1982, elle regagne Moscou et devient actrice du Théâtre national d'acteur de cinéma.
Elle apparaît pour la première fois au cinéma en 1974, dans le drame Je cherche mon destin de Aïda Manasarova. 
Elle a acquis une certaine notoriété par sa participation au téléfilm en quatre épisodes sur Sofia Kovalevskaïa réalisé par Ayan Shakhmaliyeva et diffusé en 1985.
En 1988, elle est récompensée du David di Donatello de la meilleure actrice principale pour son rôle dans Les Yeux noirs de Nikita Mikhalkov. 
En 1997, elle reçoit le prix Nika de la meilleure actrice pour son rôle dans Président et sa femme d'Elena Raïskaïa (1996). 
Elle est la lauréate du prix théâtral russe Tchaïka du meilleur rôle féminin en 1999, pour son interprétation de Polina dans la pièce Je paye d'avance, d'après Nadejda Ptouchkina, mise en scène par Guennadi Tules sur la scène du théâtre Amphion (Moscou).

### Vie familiale
Elle a épousé l'acteur Samuel Labarthe en 1992, mais s'en est séparée en 1997 ; un fils, Alexandre Labarthe, né en 1994 et lui-même acteur, est issu de ce mariage.

## Filmographie

### Cinéma
- 1974 : Je cherche mon destin (Ищу мою судьбу, Ishchu moyu sudbu) d'Aïda Manasarova
- 1982 : La Voix (Голос, Golos) d'Ilya Averbakh : Sveta, actrice de doublage (en tant que E. Safonova)
- 1982 : Le Retour de Butterfly (Возвращение Баттерфляй, Vozvrashchenie Batterfly) d'Oleg Fialko : Solomiya Krushelnytska
- 1983 : Deux sous le même parapluie : le conte d'avril (ru) (Dvoe pod odnim zontom: Aprelskaya skazka) de Gueorgui Jungwald-Khilkevitch : Olya
- 1985 : La Cerise d’hiver (Зимняя вишня, Zimnyaya vishnya) d'Igor Maslennikov : Olga
- 1986 : Confrontation des témoins (Очная ставка, Ochnaya stavka) de Valeri Kremnev : Anna Smirnova
- 1987 : Où se trouve nofelet ? (Где находится нофелет?) : Alla
- 1987 : L'Homme du destin (Избранник судьбы, Izbrannik sudby) de Vsevolod Chilovski (d'après la pièce éponyme de George Bernard Shaw) : Lady
- 1987 : Klinika
- 1987 : Les Yeux noirs de Nikita Sergeevič Michalkov: Anna Sergeyevna, femme du gouverneur (en tant qu'Ielena Sofonova)
- 1988 : Filyor
- 1988 : Prodleniye roda
- 1988 : Le Chanceux (Счастливчик, Schastlivnik) de Valentin Michatkine, d'après la nouvelle de Mark Twain The Mysterious Stranger : Nonna Terentievna
- 1989 : Les Joueurs de cartes (Katala) de Sergueï Bodrov et Alexandre Buravski
- 1989 : Apaise ma peine (Утоли моя печали, Outoli moïi petchali) de Viktor Prokhorov : Lyuba
- 1990 : Taxi Blues de Pavel Lounguine : Nina
- 1990 : La Cerise d’hiver 2 (Зимняя вишня 2, Zimnyaya vishnya 2) d'Igor Maslennikov  : Olga Ivanovna
- 1992 : Les Papillons (Babotchki) d'Andreï Maliukov : actrice
- 1992 : L'Accompagnatrice de Claude Miller : Irène Brice, cantatrice
- 1993 : Vent d'est de Robert Enrico : princesse du Liechtenstein
- 1994 : La Piste du télégraphe : Lisa Alling
- 1995 : Musique pour le mois de décembre (Музыка для декабря, Muzyka dlya dekabrya) d'Ivan Dykhovitchny : mère
- 1996 : Le Président et sa femme (President i ego jenchina) d'Elena Raïskaïa : Vera
- 1997 : Istoria pro Richarda, milorda i prekrasnuyu Zhar-ptitsu
- 1997 : Printsessa na bobakh : Nina Cheremetieva
- 1998 : Alissa de Didier Goldschmidt : Irina
- 1999 : Zhenskaya sobstvennost
- 1999 : L'Admirateur (Poklonnik) de Nikolaï Lebedev : Aleksandra Mikhaïlovna
- 2000 : Il cielo cade : Maja (en tant que Ielena Sofonova)
- 2006 : La Traductrice : Marina
- 2006 : Vy ne ostavite menya
- 2006 : Zayats nad bezdnoy : Elizabeth II
- 2009 : Kakraki : Ielena Vladimirovna
- 2009 : Muzhchina v dome : Nadezhda
- 2015 : Moscow Never Sleeps de Johnny O'Reilly : Natasha
- 2016 : Il était une fois nous ou Les Enfants migrateurs (Жили были мы) d'Anna Tchernakova[3]
- 2022 : Papa terrible (Грозный папа) de Youri Korobeinikov et Karen Oganessian : Marfa[4]

### Courts-métrages
- 1985 : Le Mystère de la Terre (Taïna zemli)

### Télévision

#### Séries télévisées
- 1986 :  Le XXe siècle commence : Lady Hilda Trelawney-Hope
- 1989 : Philippe Traum (Филипп Траум) d'Igor Maslennikov : mère de Nicolas
- 1995 : La Cerise d'hiver 3 (Zimnyaya vishnya 3)
- 1998 : Pan ili propal : Joanna Polanskaya (1998)
- 2000 : Chyornaya komnata
- 2002 : Don Matteo : Irina Platt
- 2002 : Villisy : Natalya Sergeevna (2002)
- 2003 : Next 2 : Vinner
- 2005 : Schastlivyy
- 2006 : V ritme tango : Mariya
- 2006 : Vospominanie o Sherloke Kholmse : Lady Hilda Trelawney-Hope
- 2007 : Atlantida : Antonina Zvyagintseva
- 2009 : Zhurov
- 2011 : Otkroyte, eto ya
- 2012 : Dnevnik doktora Zaytsevoy
- 2013 : Mama budet protiv : Mama
- 2014 : S chego nachinaetsya rodina

#### Téléfilms
- 1977 : Semya Zatsepinykh : Zoya
- 1981 : Vsem spasibo! : Actress
- 1984 : Menshiy sredi bratyev : Lyolya Bogdanova
- 1985 : Chuzhoy zvonok
- 1985 : Sofia Kovalevskaïa : Sofia Kovalevskaïa
- 1989 : Filip Traum : Nicolaus' Mom
- 1994 : Mademoiselle O : La mère de Volodia
- 2011 : Oduvanchik : Evelina, mat Soni
- 2015 : Mesalyans

## Distinctions
- 1988 : David di Donatello de la meilleure actrice principale pour Les Yeux noirs.
- 1997 : Prix Nika pour President i yego zhenshchina.
- 1997 : Prix de Meilleur rôle féminin lors du Festival du cinéma russe à Honfleur pour son rôle dans La Princesse sur un petit pois (Принцесса на бобах), de Vilen Novak
- 2011 : Artiste émérite de la fédération de Russie.